# Saga, Shigatse
Saga är ett härad (dzong) som lyder under staden Shigatse i Tibet-regionen i sydvästra Kina. Det ligger omkring 570 kilometer väster om regionhuvudstaden Lhasa. 